# Kaylyn
Kaylyn ist ein weiblicher Vorname.

## Herkunft und Bedeutung
Der Name ist eine moderne englische Form und eine Kombination des Namens Kay und des Suffix lyn.

## Bekannte Namensträgerinnen
- Kaylyn Kyle (* 1988), kanadische Fußballspielerin